# Medgyesegyháza
Medgyesegyháza (în slovacă Medeš, în română Megieșhaz) este un oraș în districtul Mezőkovácsháza, județul Békés, Ungaria, având o populație de 3.863 de locuitori (2011).

## Demografie
Componența etnică a orașului Medgyesegyháza
     Maghiari (93,68%)
     Slovaci (2,99%)
     Români (2,23%)
     Necunoscut (0,25%)
     Alții (0,85%)
Componența confesională a orașului Medgyesegyháza
     Fără religie (30,24%)
     Romano-catolici (29,41%)
     Luterani (14,03%)
     Reformați (3,37%)
     Necunoscută (20,94%)
     Alte religii (3,65%)
Conform recensământului din 2011, orașul Medgyesegyháza avea 3.863 de locuitori. Din punct de vedere etnic, majoritatea locuitorilor (93,68%) erau maghiari, existând și minorități de slovaci (2,99%) și români (2,23%). Apartenența etnică nu este cunoscută în cazul a 0,25% din locuitori. Nu există o religie majoritară, locuitorii fiind persoane fără religie (30,24%), romano-catolici (29,41%), luterani (14,03%) și reformați (3,37%). Pentru 20,94% din locuitori nu este cunoscută apartenența confesională.

## Orașe înfrățite
- Kolárovo, Slovacia